# Звёздные врата: SG-1 (сезон 6)
Список и описание эпизодов шестого сезона американского научно-фантастического телевизионного сериала «Звёздные врата: SG-1», стартовавшего 7 июня 2002 года. Шестой сезон, состоящий из 22 эпизодов, заканчивается 21 марта 2003 года.

## В главных ролях
- Ричард Дин Андерсон — полковник Джек О'Нилл
- Аманда Таппинг — майор Саманта Картер
- Кристофер Джадж — джаффа Тил'к
- Корин Немек — Джонас Квинн
- Дон С. Дэвис — руководитель проекта генерал-майор Джордж Хаммонд

## Эпизоды
| № общий | № в сезоне | Название                                                             | Дата премьеры   |
| --- | ---------- | -------------------------------------------------------------------- | --------------- |
| 111 | 1          | «Освобождение (первая часть)» «Redemption (Part 1)»                  | 7 июня 2002     |
| Жена Тил'ка погибает и Раек, обвинив отца в её гибели, хочет драться против гоа’улдов. Джек и Саманта запускают рискованную и непроверенную технологию, пытаясь спасти Землю от очередной атаки. В это же время Джонас Квинн пытается доказать, что он достоин того, чтобы стать членом SG-1. |            |                                                                      |                 |
| 112 | 2          | «Освобождение (вторая часть)» «Redemption (Part 2)»                  | 14 июня 2002    |
| Саманта и Джек на построенном земными учеными корабле попытались отбросить неуправляемые «Звёздные Врата» подальше от Земли. Они отбуксировали их на орбиту и занялись подготовкой червоточины. Тил'к и его сын Райа’к отправились уничтожать оружие Анубиса и попали к нему в плен. |            |                                                                      |                 |
| 113 | 3          | «Падение» «Descent»                                                  | 21 июня 2002    |
| На орбите Земли появляется заброшенный корабль гоа’улдов. SG-1 и Джейкоб Картер отправляются туда, для исследований. Однако, в результате непредвиденных обстоятельств, SG-1 теряет управление кораблём, и космическое судно падает в океан. |            |                                                                      |                 |
| 114 | 4          | «Замороженная» «Frozen»                                              | 28 июня 2002    |
| Работая на месте обнаружения вторых «Врат» в Антарктиде, группа учёных находит под слоем льда женщину, которой около миллиона лет. SG-1 отправляются туда для исследований, однако вскоре оказываются заражены непонятной болезнью. |            |                                                                      |                 |
| 115 | 5          | «Лунатики» «Nightwalkers»                                            | 12 июля 2002    |
| Картер, Тил'к и Джонас узнают, что смерть земных учёных имеет какое-то отношение к гоа’улдам, они находят маленький город, жители которого являются частью секретного эксперимента. |            |                                                                      |                 |
| 116 | 6          | «Пропасть» «Abyss»                                                   | 19 июля 2002    |
| Джек и его симбиот ток'ра спасаются от преследования. Симбиот выскочил изо рта Джека, а Джек попал в плен к гоа’улду Ба’алу. Джек не посвящён в планы ток'ра, но Ба’ал, желая узнать их замыслы, отказался поверить в неосведомленность О’Нилла, и теперь Джека, после каждого «разговора» с Ба'алом, оживляет саркофаг. |            |                                                                      |                 |
| 117 | 7          | «Игра тени» «Shadow Play»                                            | 26 июля 2002    |
| Люди Джонаса просят Землю о помощи в борьбе против врагов их планеты. Они хотят использовать оружие массового поражения. SG-1 старается их удержать от этого. |            |                                                                      |                 |
| 118 | 8          | «Другие парни» «The Other Guys»                                      | 2 августа 2002  |
| SG-1 взяты в плен гоа’улдами. Группа учёных пытается организовать спасательную операцию. |            |                                                                      |                 |
| 119 | 9          | «Преданность» «Allegiance»                                           | 9 августа 2002  |
| Очередной переезд ток'ра на новую базу. Заминка в пути обнажила давние противоречия между джаффа и ток'ра. Джаффа не смирились с паразитизмом ток’ра, а те, в свою очередь, не приняли воинов джаффа, как равных. Убийство одного из ток'ра и одного джаффа поставило отношения союзников на грань разрыва. |            |                                                                      |                 |
| 120 | 10         | «Панацея» «Cure»                                                     | 16 августа 2002 |
| SG-1 попадает в мир, где люди с помощью специального лекарства живут без болезней. Но цена такого лекарства велика — они использую королеву гоа’улдов для добычи основного ингредиента панацеи. Но всё не так как кажется. |            |                                                                      |                 |
| 121 | 11         | «Прометей (первая часть)» «Prometheus (Part 1)»                      | 23 августа 2002 |
| О существовании секретного проекта под названием «Прометей» узнала пронырливая журналистка. Генерал Хаммонд поручил Саманте и Джонасу ознакомить не в меру расторопную даму с проектом «Прометей» — космическим кораблём-гибридом земных и инопланетных технологий. Но у сопровождающей журналистку съёмочной группы на уме далеко не экскурсия. |            |                                                                      |                 |
| 122 | 12         | «Неестественный отбор (вторая часть)» «Unnatural Selection (Part 2)» | 10 января 2003  |
| После инцидента на корабле — попытки захвата корабля нелегальной правительственной группой — SG-1 попадает в далёкий участок галактики. С помощью Тора они возвращаются домой, но получают новое задание от асгардов — починить временное устройство на одной из планет асгардов, где находится очень много репликаторов. |            |                                                                      |                 |
| 123 | 13         | «Невидимая сторона» «Sight Unseen»                                   | 17 января 2003  |
| Саманта вернулась на Землю с инопланетным устройством, вскоре у Джонаса начались галлюцинации. По базе поползли существа, виденные только новым членом СГ-1. Саманта и Джек решили, что у Джонаса, как и у его бывшего преподавателя, развилась шизофрения. Но когда проходящие сквозь стены таинственные существа явились Джеку, Саманте стало понятно, что всему виной привезенный командой прибор. |            |                                                                      |                 |
| 124 | 14         | «Дым и зеркала» «Smoke And Mirrors»                                  | 24 января 2003  |
| Сенатора Кинси, от которого в своё время зависела судьба проекта «Звездные Врата», застрелил таинственный убийца. На плёнке, снятой на месте убийства скрытой охранной камерой, явственно запечатлелось лицо… полковника Джека О’Нилла. А в его рыбачьем домике нашли снайперскую винтовку. Кому выгодна смерть сенатора? Кто подставил полковника О’Нилла? Теперь судьба и карьера Джека в руках Саманты, Тил’ка и Джонаса, которые взялись за расследование и своего человека из агентства связи.                     |            |                                                                      |                 |
| 125 | 15         | «Потерянный рай» «Paradise Lost»                                     | 31 января 2003  |
| Мейбурн убедил Джека, Саманту, Джонаса и Тил’ка отправиться на планету для изучения загадочного устройства. Оказавшись на чужой планете, Мейбурн выстрелил в Саманту и попытался удрать через межпространственный портал, созданный изучаемым прибором. Джек вцепился в беглеца, и они вместе оказались на совершенно незнакомой планете. Вскоре к ослепляющему тропическому солнцу и одиночеству присоединилась локальная война между Джеком и Мейбурном.                                                              |            |                                                                      |                 |
| 126 | 16         | «Метаморфоза» «Metamorphosis»                                        | 7 февраля 2003  |
| Поспешив на помощь жителям одной деревеньки, SG-1 и русская SG команда оказались в плену у Гоа’улда Ниррти, печально известной своими генетическими экспериментами. В вечных поисках идеального носителя Ниррти занялась «коррекцией» человеческой ДНК. Как и жители деревни, SG-команды превратились в объект экспериментов Ниирти, Саманта — вторая на очереди. Но созданные мутации оказались нестабильными, первый из подопытных погиб, Саманта следующая.                                                          |            |                                                                      |                 |
| 127 | 17         | «Разоблачение» «Disclosure»                                          | 14 февраля 2003 |
| Генерал Хаммонд с разрешения Пентагона пригласил представителей мировых держав на совещание, где объявил о существовании «Звездных Врат». Скептицизм, недоверие и сомнение — вот самый скромный перечень эмоций, выплеснувшихся на генерала Хаммонда и его коллег. Пытаясь погасить враждебность гостей, сенатор Кинси рассказал о героической команде SG-1, множество раз спасавшей Землю от гибели. |            |                                                                      |                 |
| 128 | 18         | «Отверженные» «Forsaken»                                             | 21 февраля 2003 |
| На планете, куда никогда не ступала нога человека, Джек нашел обрывок фотографии. Вскоре SG-1 наткнулись на потерпевший крушение космический корабль и познакомились с оставшимися в живых пассажирами. Саманта предложила помочь отремонтировать корабль, но ситуация осложнилась, когда на корабль напали странные гуманоидные существа, вооруженные современным оружием. Что скрывается за крушением корабля, почему спасшиеся люди любой ценой стремятся уничтожить инопланетных существ?                           |            |                                                                      |                 |
| 129 | 19         | «На перепутье» «The Changeling»                                      | 28 февраля 2003 |
| Ночные кошмары с главным действующим лицом — Апофисом — замучили Тил’ка. Но пробуждение оказалось гораздо тяжелее, чем сон. Наяву — сошлись в одном времени две реальности Тил’ка. В первой реальности он — отважный пожарник, вытаскивающий людей из огня, а во второй — член SG-1, путешествующий на другие планеты через «Звездные Врата». Два мира переплелись причудливым образом так крепко, что уже не понять — где правда, а где вымысел.                                                                       |            |                                                                      |                 |
| 130 | 20         | «Воспоминание» «Memento»                                             | 7 марта 2003    |
| Очередное испытание «Прометея» закончилось неудачей, после затяжного гиперпрыжка отказала система энергоснабжения. SG-1 с командой корабля застряли в космосе на расстоянии десятков световых лет от Земли. Единственный шанс вернуться домой — найти ближайшую планету с «Звездными Вратами» и доставить через них оборудование и запчасти необходимые для ремонта. |            |                                                                      |                 |
| 131 | 21         | «Пророчество» «Prophecy»                                             | 14 марта 2003   |
| Джонас начал видеть будущее. Доктор Фрейзер после нескольких тестов обнаружила у него быстрорастущую опухоль мозга. Джонаса заинтересовали его новые способности, и он не спешит с операцией, особенно, когда его видения могут предотвратить гибель друзей. Первая попытка — уберечь Саманту от травмы — провалилась. По настоянию Джонаса Саманту отстранили от участия в миссии, а её ранило взрывом в лаборатории на базе «Звёздных Врат». Теперь в видении Джонаса гибнут Джек и Тил’к. Можно ли изменить будущее? |            |                                                                      |                 |
| 132 | 22         | «Полный цикл» «Full Circle»                                          | 21 марта 2003   |
| Джек застрял на базе в лифте и ему явился… Дэниэл, который сообщил о готовящемся нападении Анубиса на Абидос и попросил Джека о помощи. Остановить Анубиса может только Глаз Ра — древний артефакт, спрятанный на Абидосе. Джек, Саманта, Джонас и Тил’к в компании с бестелесным Дэниэлом отправились на поиски артефакта. Но Анубис не дремлет, отряды Джаффа осадили пирамиду, в которой укрылись SG-1. |            |                                                                      |                 |